# NGC 1866
NGC 1866 је расејано звездано јато у сазвежђу Златна риба које се налази на NGC листи објеката дубоког неба.
Деклинација објекта је - 65° 27' 56" а ректасцензија 5h 13m 39,1s. Привидна величина (магнитуда) објекта NGC 1866 износи 9,7. NGC 1866 је још познат и под ознакама ESO 85-SC52.